# Н’Гемо, Ландри
Ландри́ Жоэ́ль Тсафа́к Н’Гемо́ (фр. Landry Joel Tsafack N’Guémo; 28 ноября 1985[…], Яунде — 27 июня 2024, Обала, Центральный регион) — камерунский футболист, опорный полузащитник. Выступал в сборной Камеруна.
Участник чемпионата мира 2010 и 2014 года.

## Ранние годы
Н’Гемо — уроженец небольшого камерунского города Дшанг, расположенного на западе страны. Начинал играть в футбол в местной команде. В 13 лет вместе со своей семьёй переехал в Яунде.

## Клубная карьера

### «Нанси»
Выступая за городскую команду столицы Камеруна, Ландри был замечен скаутами французского клуба «Нанси», после чего его пригласили на просмотр, пройдя который Н’Гемо подписал контракт резервиста с командой из Лотарингии. На этот момент ему было всего 15 лет. В 19 же лет состоялся дебют камерунца за первый состав «Нанси». Это произошло в матче чемпионата Франции, в котором клубу Ландри противостоял «Олимпик Лион». Месяц спустя в игре с «Труа» Н’Гемо впервые вышел в стартовом составе «Нанси».
В январе 2009 года после того, как во французских и английских СМИ появились сообщения об интересе к игроку со стороны «Арсенала», «Сандерленда» и «Эвертона», Ландри заявил о своём желании покинуть Нанси.
31 января этого же года в поединке с «Гавром» Н’Гемо забил свой первый мяч за французскую команду — точный удар камерунец нанёс на 90-й минуте встречи, и этот гол стал победным для клуба Ландри. 23 мая африканский игрок отличился во второй раз — также на последних секундах матча он поразил ворота «Марселя», но на этот раз «Нанси» проиграл со счётом 1:2.

### «Селтик»
16 июля 2009 года Н’Гемо перебрался в шотландский «Селтик» по арендному договору. Соглашение между клубами было заключено по следующим условиям — сезон 2009/10 камерунец выступает за «кельтов», после чего глазговцы вправе выкупить трансфер Ландри. Своим игровым номером африканец выбрал «шестёрку». Дебют Н’Гемо за «кельтов» получился удачным — он был признан игроком матча, где его команда встречалась в рамках своей предсезонной подготовки с «Кардифф Сити».
В официальной встрече «Селтика» камерунец дебютировал домашней игрой «бело-зелёных» с московским «Динамо», которую «кельты» проиграли 0:1. Это была игра 2-го квалификационного этапа Лиги чемпионов. Ландри также участвовал и в ответной игре в Москве, где, победив со счётом 2:0, шотландцы вышли на лондонский «Арсенал».
В шотландской Премьер-лиге Н’Гемо впервые выступил в бело-зелёной футболке клуба в выездном победном матче «кельтов» с «Абердином» 15 августа 2009 года.
Всего за сезон 2009/10 Ландри сыграл 43 матча.
В конце мая 2010 года камерунец в одном из интервью заявил, что его всё устраивает в Глазго, и он был бы не против остаться в Шотландии. В межсезонье «кельты» попытались выкупить у «Нанси» права на игрока, но сумма в 1,8 миллиона фунтов оказалась для «Селтика» слишком большой, и Н’Гемо был вынужден вернуться во Францию.

### Возвращение в «Нанси»
В первом матче по возвращении в «Нанси», коим стал поединок французского первенства против «Ниццы», Н’Гемо, появившись на замену на 64-й минуте встречи, был удалён за две жёлтые карточки в конце матча. 12 марта 2011 года, поразив ворота «Кана», камерунец забил свой первый гол за лотарингскую команду после возвращения из Шотландии.

### «Бордо»
По окончании сезона 2010/11 контракт полузащитника с «Нанси» истёк, и он стал свободным агентом. 1 июля 2011 года Ландри достиг принципиального соглашения с другим клубом французской Лиги 1 — «Бордо». Через три дня после успешного прохождения медосмотра Н’Гемо подписал с «жирондинцами» 3-летний контракт. 7 августа Ландри впервые защищал цвета «Бордо» в официальном матче — соперником его команды в тот день был клуб «Сент-Этьен». 2 мая 2012 года камерунец открыл счёт своим голам за «жирондинцев», поразив отличным дальним ударом «девятку» ворот клуба «Ренн».

### Клубная статистика
| Клуб              | Сезон             | Чемпионат | Чемпионат | Кубок | Кубок | Кубок Лиги | Кубок Лиги | Еврокубки | Еврокубки | Итого | Итого |
| Клуб              | Сезон             | Игры      | Голы      | Игры  | Голы  | Игры       | Голы       | Игры      | Голы      | Игры  | Голы  |
| ----------------- | ----------------- | --------- | --------- | ----- | ----- | ---------- | ---------- | --------- | --------- | ----- | ----- |
| Нанси             | 2005/06           | 14        | 0         | —     | —     | 2          | 0          | —         | —         | 16    | 0     |
| Нанси             | 2006/07           | 22        | 0         | 1     | 0     | 2          | 0          | 2         | 0         | 27    | 0     |
| Нанси             | 2007/08           | 25        | 0         | —     | —     | 2          | 0          | —         | —         | 27    | 0     |
| Нанси             | 2008/09           | 33        | 2         | —     | —     | 2          | 0          | 5         | 0         | 40    | 2     |
| Нанси             | 2010/11           | 33        | 2         | 3     | 0     | 1          | 0          | —         | —         | 37    | 2     |
| Всего за «Нанси»  | Всего за «Нанси»  | 127       | 4         | 4     | 0     | 9          | 0          | 7         | 0         | 147   | 4     |
| Селтик            | 2009/10           | 30        | 0         | 3     | 0     | 1          | 0          | 9         | 0         | 43    | 0     |
| Всего за «Селтик» | Всего за «Селтик» | 30        | 0         | 3     | 0     | 1          | 0          | 9         | 0         | 43    | 0     |
| Бордо             | 2011/12           | 33        | 1         | 2     | 0     | —          | —          | —         | —         | 35    | 1     |
| Бордо             | 2012/13           | 11        | 0         | 2     | 0     | 1          | 0          | 4         | 0         | 18    | 0     |
| Всего за «Бордо»  | Всего за «Бордо»  | 44        | 1         | 4     | 0     | 1          | 0          | 4         | 0         | 53    | 1     |
| Всего за карьеру  | Всего за карьеру  | 201       | 5         | 11    | 0     | 11         | 0          | 20        | 0         | 243   | 5     |

(откорректировано по состоянию на 23 января 2013)

## Сборная Камеруна

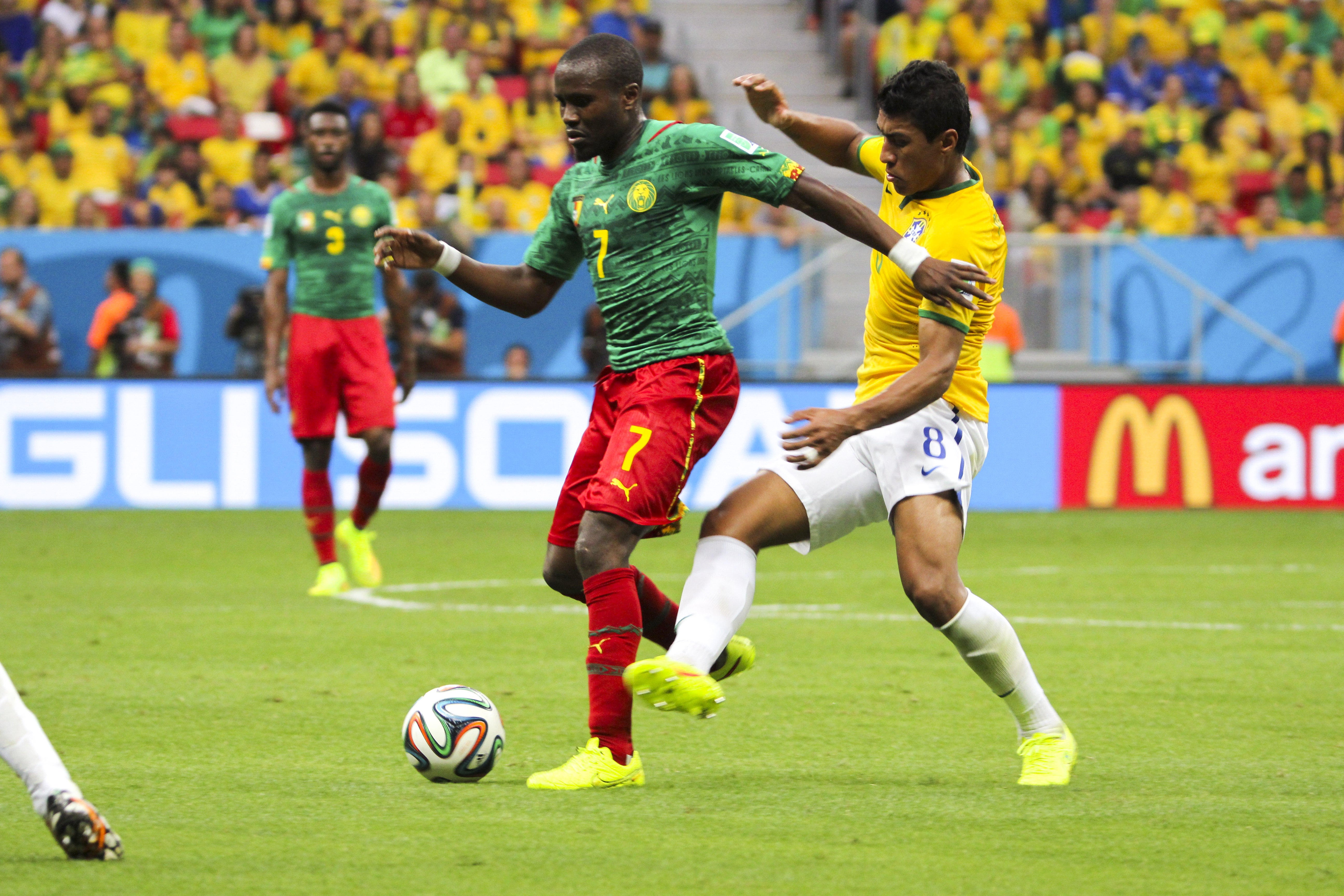
Ландри в составе сборной Камеруна

За сборную Камеруна Ландри сыграл 35 матчей, забил три гола. Участник Кубков африканских наций 2008 и 2010 годов.
12 мая 2010 года Н’Гемо был включён в предварительный состав камерунской сборной на чемпионат мира 2010. 30 мая при объявлении окончательного состава национальной команды на мундиаль Ландри оказался в числе 23-х футболистов, которые поехали в ЮАР.
Также был включён в состав сборной Камеруна на чемпионат мира 2014.

## Достижения
«Нанси»
- Обладатель Кубка французской лиги: 2005/06

«Бордо»
- Обладатель Кубка Франции: 2012/13

## Личная жизнь
Н’Гемо являлся ярым поклонником соколиной охоты. Обладал небольшой коллекцией ловчих птиц, в которой его любимцем являлся орлан-белохвост по имени Мистер Джордж, названный так в честь кумира детства Ландри — знаменитого либерийского футболиста Джорджа Веа.
Н’Гемо погиб в автомобильной катастрофе недалеко от города Обала в ночь с 26 на 27 июня 2024 года.